# 陳伯固
陈伯固（555年—582年），字牢之，南陈世祖文帝陈蒨第五子，封新安王。

## 母
潘容华，陈文帝的妃嫔，梁敬帝绍泰元年（555年），生陈伯固。陈文帝即位后，封为容华。

## 生平
陈伯固少生龟胸，目通精扬白，形状眇小，而俊辩善言论。565年（天嘉6年）八月，封新安郡王，師事陸瓊。566年（天康元年），陈伯宗即位，陈伯固为使持節、都督南琅邪郡彭城郡東海郡三郡諸軍事、雲麾将軍、彭城郡琅邪郡二郡太守（有主簿陸琰、記室參軍阮卓）。567年（光大元年）閏六月，入朝为丹陽尹。
569年（太建元年），丹陽尹进号智武将軍。任期满，進翊右将軍。任使持節、都督吴興諸軍事、平東将軍、吴興郡太守，以蔡徵為主簿。572年（太建4年），入朝为侍中、翊前将軍。574年（太建6年）正月，转任安前将軍、中領軍。575年（太建7年）十月，出为使持節、散騎常侍、都督南徐州南豫州南兗州北兗州四州諸軍事、镇北将軍、南徐州刺史，以徐伯陽為中記室參軍兼州別駕。他喜好飲酒狩猎，在州不知政事，陈宣帝多次譴責。
578年（太建10年），入朝受侍中、镇右将軍之位（有諮議參軍蔡徵、諮議參軍事徐伯陽），后为護軍将軍。当年兼国子祭酒、左驍騎将軍。580年（太建12年），兼宗正卿。581年（太建13年）正月，为使持節、都督揚州南徐州東揚州南豫州四州諸軍事、揚州刺史。
582年（太建14年）1月，陈伯固随陳叔陵反乱，为乱兵所杀，遺体在東昌館門，时年二十八岁。陈后主下诏：“伯固同兹悖逆，殒身途路。今依外议，意犹弗忍，可特许以庶人礼葬。”又诏曰：“伯固随同巨逆，自绝于天，俾无遗育，抑有恒典。但童孺靡识，兼预葭莩，置之甸人，良以恻悯，及伯固所生王氏，可并特宥为庶人。”国除。

## 延伸阅读
[在维基数据编辑]
 《陳書/卷36》，出自姚思廉《陳書》
 《南史/卷65》，出自李延壽《南史》